# 関西志学館
関西志学館（かんさいしがくかん）とは、兵庫県西宮市に存在する難関私立高校受験を専門に指導している進学塾である。
少人数制を取り入れている。